# Guillaume Ruffat des Forges
Guillaume Ruffat (Cassanet, ... – Avignone, 24 febbraio 1311) è stato un cardinale francese.

## Biografia
Guillaume era un nipote di papa Clemente V. Nato in Guascogna, divenne canonico per l'arcidiocesi di Bordeaux nel 1301. Papa Clemente V lo elevò al rango di cardinale durante il concistoro del 15 dicembre 1305. Nel 1305 divenne cardinale diacono dei Santi Cosma e Damiano e nel 1306 cardinale presbitero di Santa Pudenziana. È stato un giudice nella disputa della povertà dei francescani. Dal 1308 fino alla sua morte, il 24 dicembre 1311, fu decano di Salisbury.